# Нікітіна-Станіславська Тетяна Василівна
Тетя́на Васи́лівна Нікі́тіна-Станісла́вська (1907—1991) — українська театральна актриса, режисер, педагог, фундатор лялькових театрів в Івано-Франківську і Житомирі, заслужена артистка УРСР. Донька єлисаветградського подвижника української культури Василя Нікітіна, дружина режисера Миколи Станіславського. Учениця Леся Курбаса.

## Життєпис
Народилася 1907 року в Єлисаветграді в родині відомого єлисаветградського подвижника української культури, дворянина, чиновника Василя Олександровича Нікітіна.
Навчалася в Єлисаветградській жіночій гімназії і приватній гімназії О. Н. Єфимовської.
Разом з братом Юрієм була членом літературного гуртка Михайла Хороманського, дружила з Арсенієм Тарковським, Миколою Станіславським (який згодом став її чоловіком), Іриною та Іполітом Бошняками, Андрієм та Назаром Тобілевичами..
Навчалась у Державному музично-драматичному інституті імені М. В. Лисенка в Києві (з 1928 року продовжила навчання в Харкові), грала в студентському театрі «Брама», вийшла заміж за Миколу Станіславського.
Ще під час навчання була запрошена в знаменитий театр «Березіль» Леся Курбаса, який переїхав до Харкова. Тетяна наважилась переїхати до Харкова — її не бентежив голодний, невлаштований побут, не зупиняли загрози відлучення від навчання.
1929—1930 років разом з чоловіком брала участь в роботі виробничого театру під назвою «Молодар» (Молодий артист революції), створеного на базі Харківського музично-драматичного інституту під керівництвом Гната Ігнатовича.
«У дипломному спектаклі Харківського театрального інституту партнерами Тетяни були в майбутньому найвідоміші українські майстри сцени Ростислав Івицький і Михайло Покотило. А ставив студентського „Мартина Борулю“ молодий режисер, вихованець курбасівської режисерської лабораторії Володимир Скляренко. Чого тільки він там не придумав! Наприклад, свої репліки головний герой не просто вимовляв, а наспівував, використовуючи мелодії популярних українських пісень».
1934—1940 і 1950—1951 років Тетяна разом з чоловіком жила в Республіках Марій Ел, Комі й Кабардино-Балкарія, де Микола Дмитрович очолював місцеві театри. Тетяна Василівна працювала редактором і режисером на радіо Кабардино-Балкарії.
В Нальчику мешкала під час війни, а 1944 року відроджувала післявоєнний театр ляльок у Житомирі, стала першим режисером створеного 1945 року Івано-Франківського академічного обласного театру ляльок імені Марійки Підгірянки.
Багато років жила в Житомирі. Влітку 1970 року до них з чоловіком в гості приїздив Арсеній Тарковський разом зі своєю дружиною. «Їхня зустріч відбулася у знаменитій місцині, пов'язаній з іменами Евеліни Ганської та Бальзака, де у Станіславського була дача. Тарковський, не втомлюючись, висловлював захоплення красою природи українського села Тригір'я зі столітніми дубами, скелями над річкою і старовинним монастирем.» А вже 13 жовтня 1970 року Миколи Дмитровича не стало.
Тетяна Василівна викладала в Житомирському педагогічному інституті ім. Івана Франка, була керівником народного студентського театру.
Останні роки життя присвятила викладанню у Житомирському культпросвітучилищі. Серед її учнів — майбутній режисер Леонід Данчук.
Про Арсенія Тарковського залишила спогади.
Пішла з життя 1991 року.

## Родина
Батько Василь Нікітін — дворянин, нотаріус, українофіл, після 1920 року викладав українську мову і літературу — засуджений у 1930 році до заслання у так званій справі Спілки визволення України.
Брат Фауст Нікітін — радянський вчений-генетик, лауреат Державної премії СРСР.
Брат Юрій Нікітін — театральний режисер і педагог, учень Леся Курбаса в театрі «Березіль» (був репресований).
Сестри Ніна (1899 р.н.) й Марія (1901 р.н.) були вчителями (остання мешкала в Любомирці, Добровеличківці).